# Knox-Klasse
Die Schiffe der Knox-Klasse  wurden von der United States Navy Anfang der 1960er Jahre als Geleitzerstörer geplant und ab 1965 gebaut. Während des Baus unter massiven Einsparungen und Kritik leidend, erwiesen sich die Knoxes im Einsatz als gelungene Konstruktion. Mit 46 Schiffen, am 1. Juli 1975 als Fregatten umklassifiziert, war die Knox-Klasse nach der Oliver-Hazard-Perry-Klasse die zahlenmäßig zweitgrößte Fregattenklasse aller westlichen Marinen. Sie blieb bis 1994 im Dienst der US Navy, die meisten Schiffe wurden an andere Staaten verkauft und stehen noch heute im aktiven Einsatz.

## Geschichte

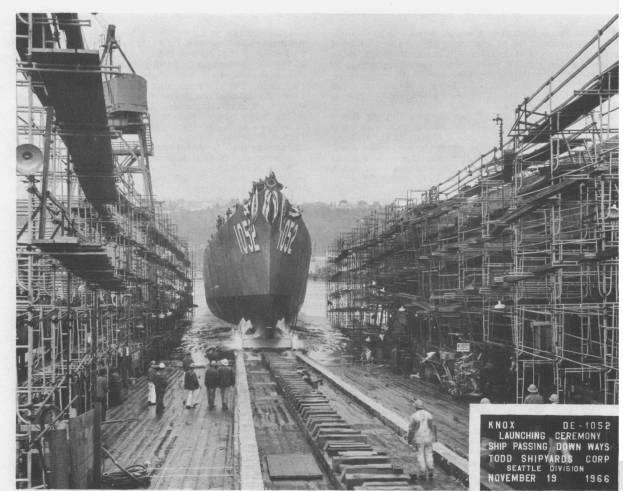
Stapellauf der Knox

### Planung und Bau
Die Entwicklung der Knox-Klasse lief etwas später an als die Entwicklung der Garcia-Klasse, welche die mit der Bronstein-Klasse gemachten Erfahrungen umsetzen sollte. Letztlich wurde die Knox-Klasse bevorzugt, da sie gegenüber den anderen Schiffen wiederum einige Verbesserungen aufwies. Sie sollten als Ersatz für die Geleitzerstörer aus dem Zweiten Weltkrieg dienen, deren Modernisierung im FRAM-Programm Mitte der 1960er Jahre anstand. Die ersten zehn Schiffe wurden für das Finanzjahr 1964 genehmigt, die restlichen 36 Einheiten folgten bis 1968. Die Aufträge wurden an Todd Pacific Shipyards in  Seattle und San Pedro (14 Einheiten), Lockheed Shipbuilding, Seattle (5 Einheiten) und Avondale Shipyards, New Orleans (27 Einheiten) vergeben. Die reinen Baukosten lagen etwa bei 18 Millionen US-Dollar pro Schiff, der Gesamtpreis belief sich auf etwa 31 Millionen Dollar. Die Gesamtkosten für das Bauprogramm der Klasse (ohne Umrüstungen) belief sich auf 1,425 Milliarden US-Dollar. Die Kiellegung des Typschiffs Knox fand am 5. Oktober 1965 bei Todd in Seattle statt, am 12. April 1969 wurde die Knox, noch als DE-1052 bezeichnet, in Dienst gestellt. Das letzte Schiff, Moinester, trat am 2. November 1974 seinen Dienst an. Ursprünglich waren zehn weitere Schiffe (DE-1098 bis DE-1107) geplant, diese wurden zugunsten der Zerstörer der Spruance-Klasse und wegen massiver Kostenüberschreitungen beim Bau der nukleargetriebenen Jagd-U-Boote gestrichen. Sie sollten das Pendant zur russischen Kotlin-Klasse bzw. deren chinesischem Ableger, der Luda-Klasse, darstellen.

### Benennung
Alle Schiffe der Knox-Klasse wurden, wie bei Geleitzerstörern und Fregatten der US Navy üblich, nach verstorbenen Angehörigen der Navy, des Marine Corps oder der Coast Guard benannt. Das Typschiff und damit die Klasse erhielt ihren Namen zu Ehren von Commodore Dudley Wright Knox (* 21. Juni 1877; † 11. Juni 1960), einem Träger des Navy Cross und Veteranen des Spanisch-Amerikanischen Kriegs sowie des Ersten Weltkriegs. Zahlreiche Schiffe der Klasse erhielten auch Namen von Gefallenen des Vietnamkriegs, angefangen mit der Roark, die nach einem 1965 über Nordvietnam abgeschossenen Marineflieger benannt wurde.
Das einzige Schiff, das „aus der Reihe fällt“, ist die Harold E. Holt, die nach dem australischen Premierminister Harold Holt benannt wurde, einem Unterstützer der US-Politik in Südostasien, der 1967 bei einem Badeunfall starb.

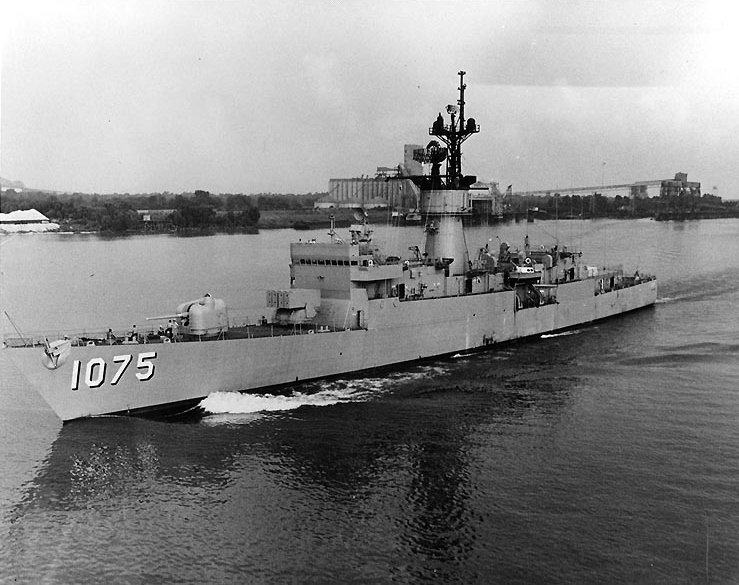
Trippe im Ursprungszustand

### Modifikationen
Alle Schiffe erfuhren in den folgenden Jahren zum Teil massive Umbauten. Nach dem Scheitern der DASH-Drohnen, für deren Aufnahme ursprünglich alle Knoxes ausgerüstet worden waren, wurden alle Schiffe zwischen 1972 und 1976 für etwa eine Million US-Dollar pro Schiff für die Aufnahme eines bemannten LAMPS-I-Hubschraubers (SH-2 Seasprite) ausgerüstet. Dazu erhielten sie an Stelle des Drohnenhangars, der für Hubschrauber zu klein war, einen ausziehbaren Hangar, zudem wurde das Landedeck strukturell verstärkt. Zur gleichen Zeit begann auch die Ausrüstung von 35 Schiffen mit einem Schleppsonar, das im Achterschiff untergebracht wurde. 32 Schiffe wurden außerdem mit einem achtern angebrachten Sea-Sparrow-Starter ausgerüstet. Ab 1975 wurde die Maschinenanlage modernisiert und verbessert, ebenso die Sonarausrüstung. Im Zuge der Neuordnung der Schiffsklassifikationen wurden alle Schiffe am 30. Juni 1975 von Geleitzerstörern (DE) zu Fregatten (FF) umklassifiziert. Ab Mitte der 1980er Jahre wurden alle Schiffe mit einem Nahbereichsverteidigungssystem auf dem Achterdeck ausgerüstet, der vorher vorhandene Lenkwaffenstarter wurde entfernt.
Spanien baute in der staatlichen Bazan-Werft ab 1971 fünf Fregatten der Baleares-Klasse, die auf der Knox-Klasse basierten, anstelle des Hangars aber einen Mk.22-Flugabwehrraketenstarter für RIM-24 Tartar besaßen. Das letzte Schiff der Baleares-Klasse wurde 2006 außer Dienst gestellt.

### Verbleib
Mit dem Ende des Kalten Kriegs und der vermehrten Indienststellung von Perry-Klasse-Fregatten wurden die Schiffe der Knox-Klasse nicht mehr benötigt und sukzessive bis 1994 ausgemustert. Einige Einheiten dienten nach ihrer Ausmusterung noch als Trainingsschiffe beziehungsweise verblieben in der Reserveflotte. Zwölf Fregatten wurden an die Türkei verkauft, acht ehemalige Knoxes dienen in der Marine Taiwans, vier wurden an die Armada de México übergeben und jeweils zwei Schiffe an die Marinen von Ägypten, Griechenland und Thailand. Die übrigen 16 Schiffe wurden entweder verschrottet (bzw. stehen zur Verschrottung an) oder wurden als Zielschiff versenkt. Die Knox sollte zum Museumsschiff werden, wurde aber mittlerweile zur Versenkung vorgesehen.

## Technik

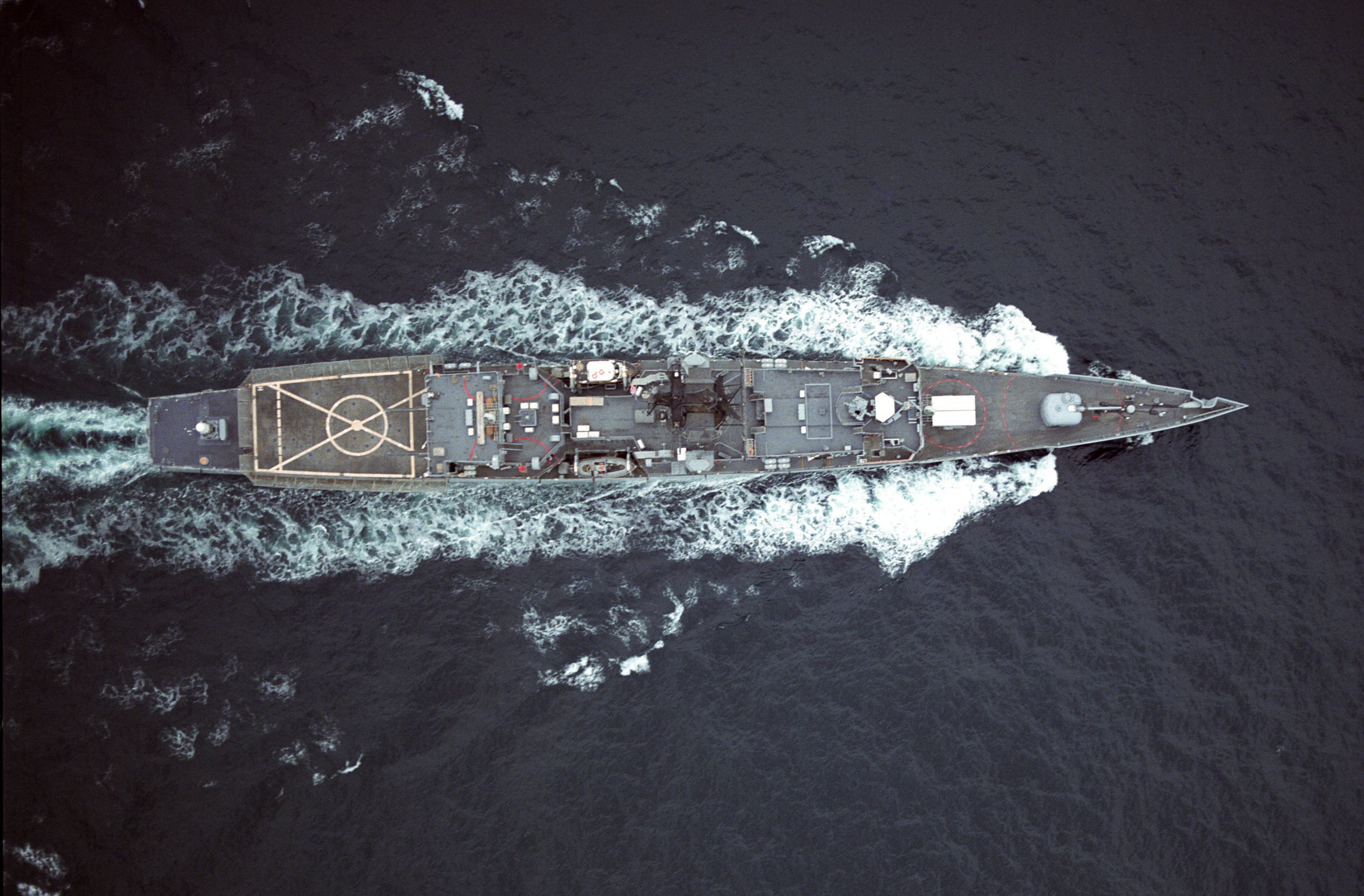
Fanning aus der Vogelperspektive

### Rumpf
Der Rumpf einer Knox-Klasse-Fregatte ist 133,5 Meter lang und 14,25 Meter breit. Der Tiefgang beträgt maximal 7,6 Meter am Sonarwulst, unter dem Kiel 4,87 Meter. Die Verdrängung beträgt im leeren Zustand 3.877 ts (FF-1052 bis FF-1077) bzw. 3.963 ts (FF-1078 bis FF-1097). Einige Quellen sprechen daher auch von einer Unterklasse, der Joseph-Hewes-Klasse. Außer durch die größere Leerverdrängung unterscheiden sich die Schiffe sonst aber nicht von den anderen. Im beladenen Zustand beträgt die Verdrängung aller Schiffe 4.100 ts. Das Deckhaus, das sich über die gesamte Breite der Schiffe erstreckt, nimmt die mittlere Hälfte der Schiffslänge ein. Unter dem hochgezogenen Vorsteven befindet sich der Sonarwulst aus Hartgummi. Hinter dem Deckhaus befindet sich der leicht erhöhte Landeplatz, ursprünglich für die DASH-Drohnen, später auch für Hubschrauber. Mittschiffs befindet sich die Mack, eine Kombination aus Schornstein (engl. Stack) und Mast.
Die Knoxes waren mit Stabilisierungsflossen ausgestattet, welche ca. 80 % der Rollbewegungen dämpften.

### Antrieb
Die Fregatten wurden durch eine Dampfturbine angetrieben, die ihre Leistung von 35.000 PS an eine einzelne Welle abgab. Der Propeller war fünfflügelig und hatte einen Durchmesser von 4,57 Metern. Der benötigte Dampf wurde in zwei ölgefeuerten Kesseln mit 1.200 psi (85 bar) erzeugt. Die Antriebsanlage basiert auf dem Antrieb der Charles-F.-Adams-Klasse, wurde aber weiter verbessert und automatisiert, so dass weniger Personal für Betrieb und Wartung notwendig war, zudem konnte der Treibstoffverbrauch verringert werden. Der Antrieb war auf lange Fahrten bei gleichbleibender Geschwindigkeit von etwa 20 Knoten ausgelegt, konnte das Schiff aber kurzzeitig auf bis zu 30 Knoten beschleunigen. Mit einem Kessel allein konnten immer noch bis zu 24 Knoten erreicht werden. Die Schiffe konnten bis zu 200.000 Gallonen (757.086,9 Liter) Brennstoff bunkern, die Reichweite betrug damit bis zu 4.500 Seemeilen bei 20 Knoten.

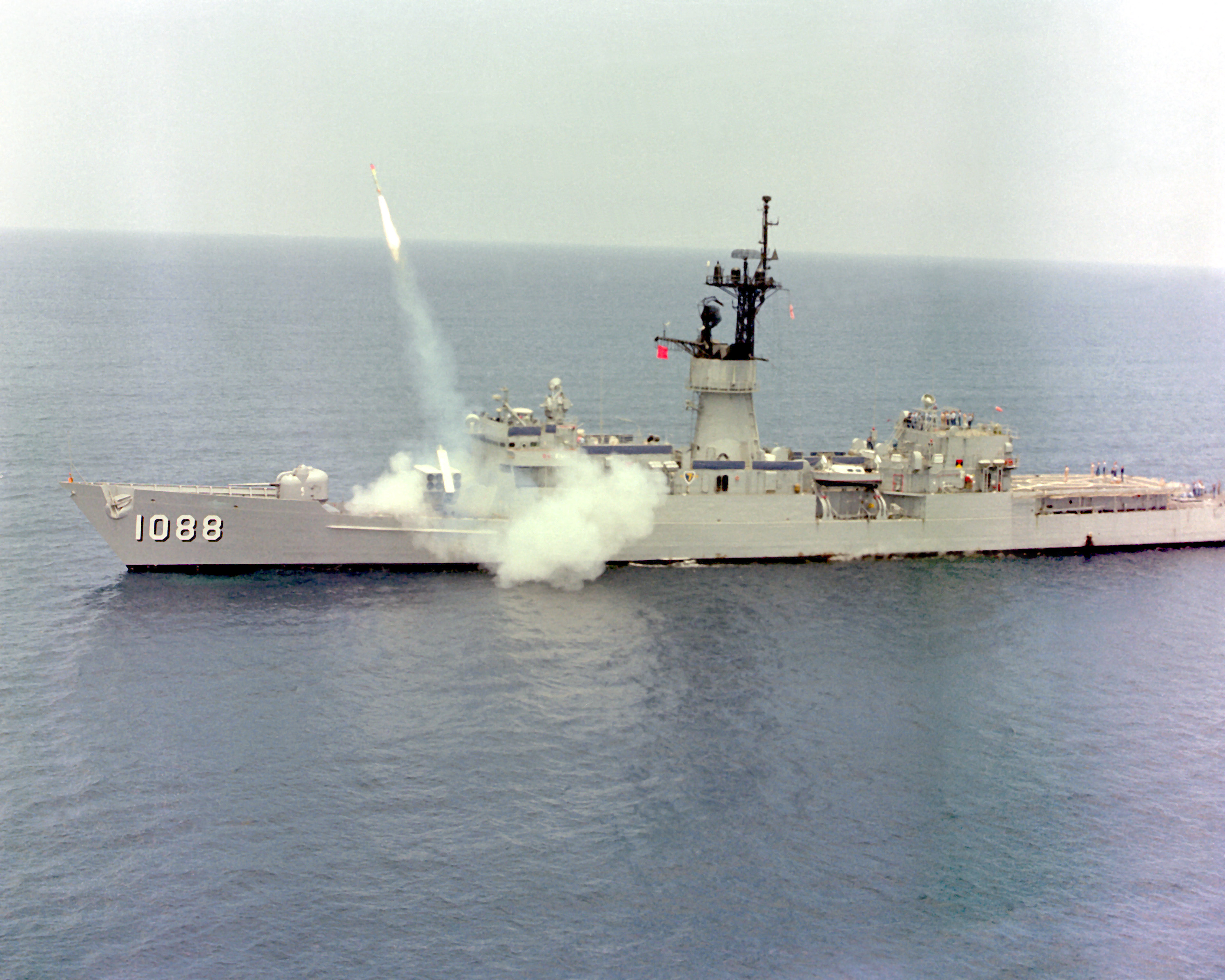
Start einer Harpoon von der Barbey

### Bewaffnung
Entsprechend ihrer Klassifikation als U-Jagdfregatten waren sie mit einem achtzelligen ASROC-Starter vor der Brücke ausgestattet, der aus einem Magazin unter der Brücke nachgeladen werden konnte. Der Starter konnte nach einer Modifikation, die Mitte der 1980er Jahre vorgenommen wurde, auch Harpoon-Anti-Schiffsraketen abfeuern. Vor dem ASROC-Starter befand sich ein 5-Zoll-Mark-42-Mehrzweckgeschütz zum Einsatz gegen See- und Luftziele. Für das Geschütz befanden sich normalerweise 600 Schuss Munition an Bord. In den achtern Deckaufbauten befanden sich auf jeder Seite zwei paarweise angeordnete, fest ausgerichtete Torpedorohre für Mark-46-Torpedos. Für die Torpedorohre wurden bis zu zehn Reservetorpedos mitgeführt.
Beim Bau der Knoxes wurde Kritik laut, dass die Schiffe für ihre Größe unterbewaffnet wären (die wesentlich kleineren Fregatten der Bronstein-Klasse  waren nicht viel schwächer bewaffnet). Die Planung erwies sich aber als richtig, da die meisten Schiffe (FF-1052 bis FF-1083) Mitte der 1970er Jahre mit einem RIM-7-Sea-Sparrow-Starter Mark 25 ausgerüstet wurden, die Downes (FF-1070) erhielt einen Mark-29-Starter. Durch die Nachrüstung mit den Achtfachstartern verfügten die Schiffe nun über verstärkte Flugabwehrfähigkeit, da die Mark-42-Geschütze für die Abwehr moderner Jets zu langsam waren. Der Sea Sparrow-Starter wurde ab Mitte der 1980er Jahre wieder entfernt, alle Schiffe (auch die vorher nicht umgerüsteten) erhielten stattdessen ein Phalanx CIWS auf dem Achterdeck, um sich gegen anfliegende Seezielflugkörper verteidigen zu können.
Etliche Schiffe wurden ab Anfang der 1980er Jahre auch mit zwei schweren M2-Maschinengewehren ausgerüstet, je eins mittschiffs steuerbord und backbord. Diese sollten zur Bekämpfung kleinerer Boote und Minen eingesetzt werden.

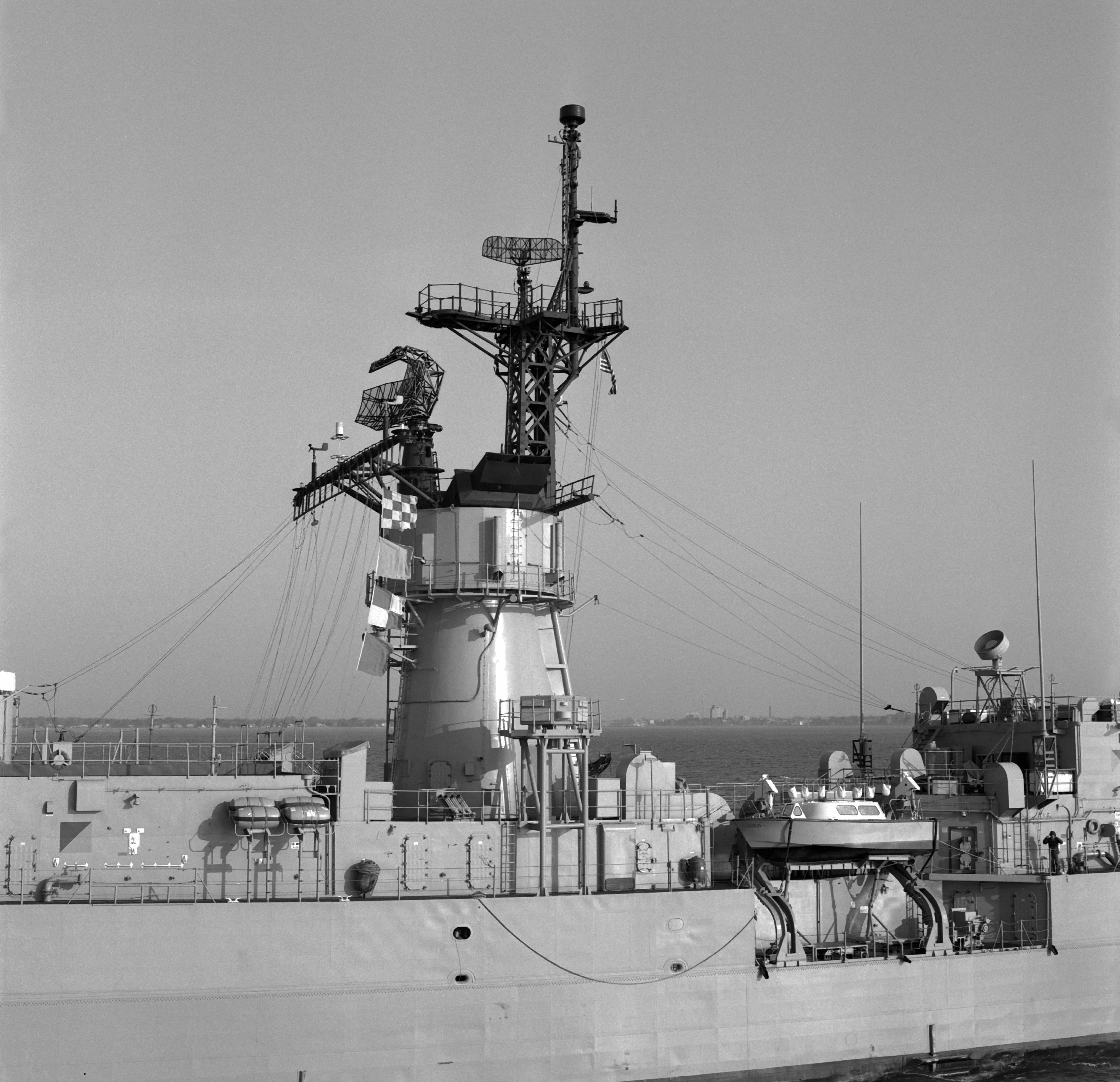
Mack der Donald B. Beary mit Radaranlagen

### Elektronik
Hauptsensor der Knox-Klasse-Fregatten war das leistungsstarke SQS-26-Sonar, dessen Ortungsanlagen sich im 26 Tonnen schweren Bugwulst aus Hartgummi befanden. Mitte der 1970er Jahre wurden 35 der Schiffe mit einem SQS-35-Schleppsonar ausgerüstet, dessen Anlagen sich unter dem Achterdeck befanden. Die Schleppsensoren wurden durch eine Öffnung im Heckspiegel der Schiffe abgelassen und ermöglichten eine verbesserte Ortung von feindlichen U-Booten. Alle Schiffe der Klasse wurden ab 1977 auch mit einem SQR-18-Schleppsonar ausgerüstet, beziehungsweise das SQS-35 auf den neuen Standard aufgerüstet.
Für die Luftaufklärung befand sich auf der Mack ein SPS-40-Radar, als Oberflächensuchradar wurde ein SPS-10 von Raytheon verwendet. Die Feuerleitung des Geschützes übernahm ein Mark-68-Radar, dessen Antenne sich über der Brücke befand. Zur Leitung des ASROC-Starters befand sich ein Mark-114-Radar an Bord, ebenfalls oberhalb der Brücke angebracht. Mit der Nachrüstung der Sea Sparrow wurden die Knoxes mit einem Mark 115-Feuerleitradar auf dem Hubschrauberhangar ausgestattet, die Downes erhielt zwei Mark 91-Radare.
Für die Hubschraubernavigation erhielten alle Schiffe ab 1979 die URN-26 TACAN-Anlage, deren Antenne auf der Mastspitze saß. Zur elektronischen Kriegführung besaßen die Knoxes das WLR-6/SLQ-32-System, dessen Antennen ebenfalls oben am Mast angebracht waren.
Alle Schiffe verfügten außerdem über das Prairie-Masker-System, bei dem zur Tarnung der Schiffsgeräusche ein Vorhang aus feinen Luftbläschen um das Schiff gelegt wurde. Dazu wurde Druckluft von einem Kompressor in ein um das Schiff verlaufendes Rohr mit feinen Löchern sowie den hohlen Propeller gepumpt, die austretenden Luftblasen überdeckten die Schiffsgeräusche und machten es so für gegnerische Sonargeräte schwerer ortbar.

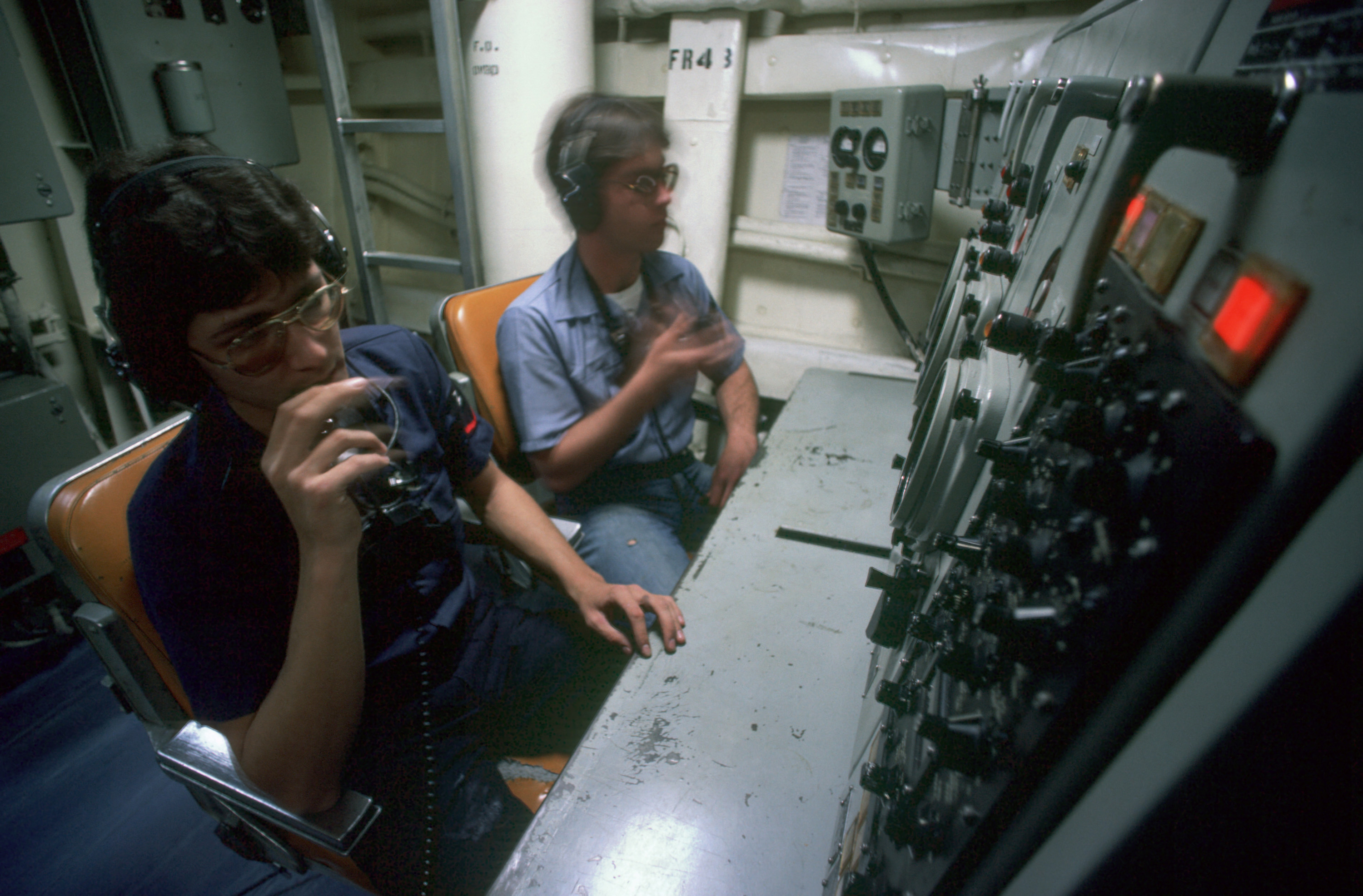
Feuerleitstelle der Capodanno

### Besatzung
Die Besatzung einer Knox bestand aus 17 Offizieren und 228 Unteroffizieren und Mannschaften. Mit der Einführung der LAMPS-Hubschrauber erhöhte sich die Zahl auf 22 Offiziere und 261 Unteroffiziere und Mannschaften. Der Kommandant des Schiffes war zumeist ein erfahrener Commander, der zuvor bereits Erfahrungen mit Zerstörern und Fregatten gesammelt hatte und bereits etwa 15 Jahre in der Navy gedient hatte. Ihm unterstand direkt die Schiffsführung, ebenfalls hatte er die Oberaufsicht über alle anderen Offiziere. Dem Operationsoffizier des Schiffes unterstanden etwa 60 Mann, die im „Nervenzentrum“ des Schiffs, dem Combat Information Center eingesetzt waren. Dort liefen alle Informationen zusammen. Der Technikoffizier befehligte mit seinen beiden Stellvertretern die mit 75 Mann zweitgrößte Abteilung des Schiffes, die für Betrieb, Wartung und Instandsetzung der technischen Anlagen des Schiffes, besonders der Antriebsanlage, verantwortlich war.
Die Abteilung des Waffenoffiziers und seiner drei Vertreter umfasste etwa 80 Mann und war die größte des Schiffes. Die Abteilung war für Betrieb und Wartung der Bordwaffen verantwortlich. Der Versorgungsoffizier hatte das Kommando über eine 35 Mann starke Abteilung, die für Verpflegung und Nachschub, aber auch kleinere Reparaturen verantwortlich war.

## Einsatzprofil

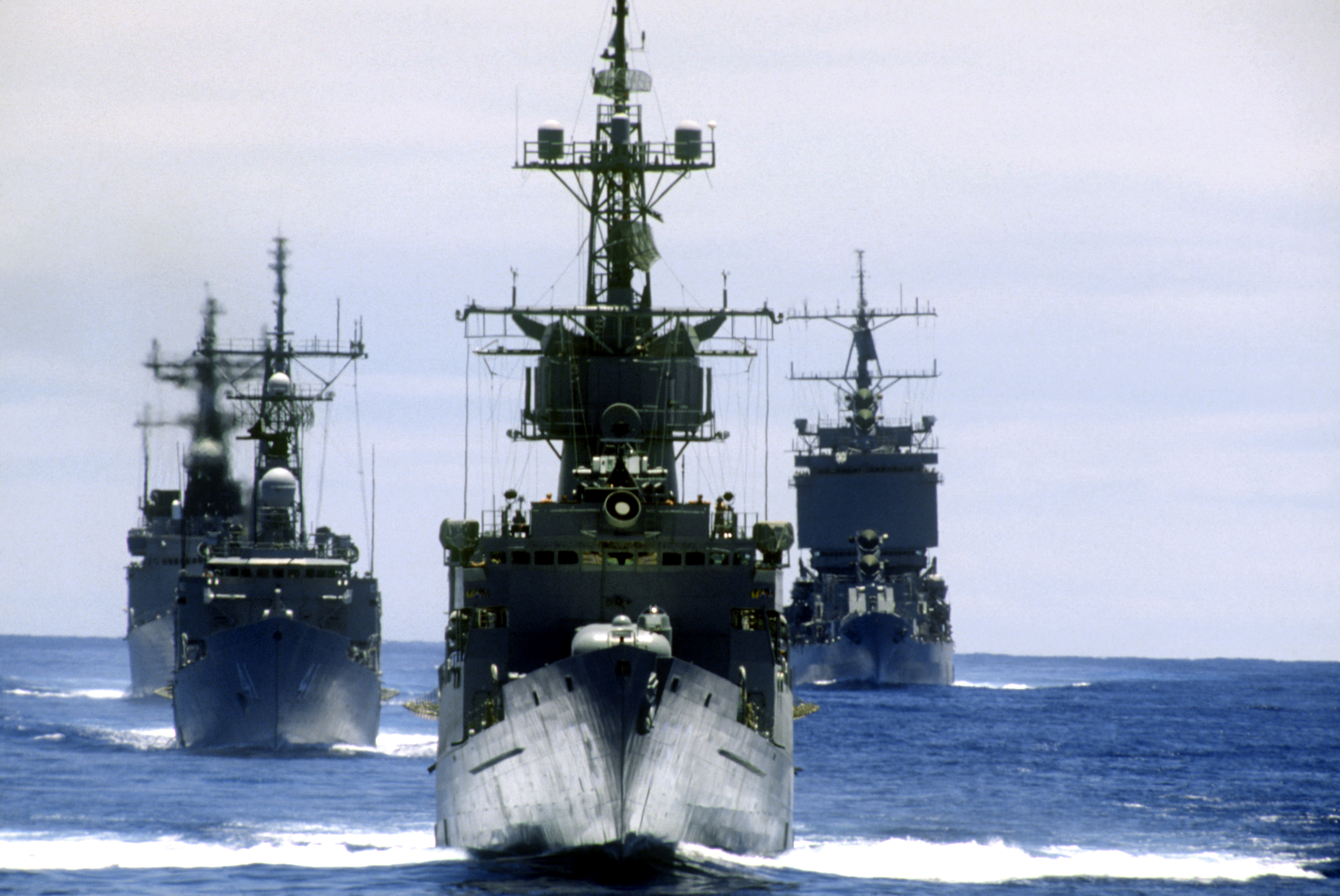
Cook führt einen Schiffskonvoi

Ursprünglich waren die Schiffe der Knox-Klasse als Eskorten für Geleitzüge geplant und gebaut worden. Sie sollten Handelsschiffe auf dem offenen Ozean vor feindlichen U-Booten schützen. Mit der Eskalation des Vietnamkriegs wurden bei der Navy jedoch die Finanzmittel knapp, so dass die Knoxes in eine Rolle schlüpfen mussten, für die sie nicht geplant waren: die Begleitung von Flugzeugträgern und deren Schutz vor U-Booten. Dies erwies sich allein schon aufgrund der Auslegung der Schiffe mit nur einem Propeller und der damit verbundenen niedrigen Geschwindigkeit von nur 26 Knoten als schwierig. Das Scheitern des DASH-Programms Mitte der 1960er Jahre beraubte sie darüber hinaus ihrer wichtigsten Waffe im Kampf gegen U-Boote.
Mit den in den 1970er Jahren erfolgten Modernisierungen wurde dieses Problem aber gelöst, die Verbesserung der Flugzeugtechnik und der Starteinrichtungen an Bord der Träger machten hohe Geschwindigkeiten nicht mehr nötig, so dass die Fregatten ihre Aufgaben in der Carrier Vessel Battle Group immer besser erfüllen konnten. Bis zur Außerdienststellung bei der US Navy waren sie in allen großen Konflikten und Operationen eingesetzt, bei ihren neuen Besitzern sind sie auch eine gern gesehene Verstärkung der U-Jagdkapazitäten.

## Weiterführende Informationen